# Avon Long
Avon Long (Baltimore, 18 de junho de 1910 — Nova Iorque, 15 de fevereiro de 1984), foi um ator e cantor norte-americano.